# Алекторидис, Николаос
Николаос Алекторидис (греч. Νικόλαος  Αλεκτορίδης, 1874, Кайсери — 12 июля 1909 года, Афины) — греческий художник, представитель Мюнхенской школы греческой живописи.

## Биография
Николаос Алекторидис родился в 1874 году в Кесарии Каппадокии. Как самоучка работал в Константинополе. В 1893 году уехал в Афины, где расписывал церкви. В 1903 году открыл ателье в Афинах вместе с художником Василиосом Хадзисом, с которым чуть позже создал общество художников. Среди его учеников были Периклис Византиос и Бузианис.
Николаос Алекторидис был сотрудником журнала «Галерея», одним из основателей и Генеральным секретарём общества греческих художников в 1905 году.
Николаос Алекторидис утонул 12 июля 1909 года на пляже Вулиагмени в Восточной Аттике.

## Творчество
Николаос Алекторидис проявлял особый интерес к пейзажу, следуя в основном технике Мюнхенской школы греческой живописи и черпая темы своих портретов и картин из мифологии и религиозных сюжетов, всегда следуя академической манере.
Художник принял участие в групповых выставках в Константинополе (1902, 1903 гг.), в Афинах (1907, 1908, 1909 гг.), греческой художественной выставке Каира (1909 г.), в международной морской выставке в Бордо (1907 г.), где был награждён золотой медалью.
Работы художника выставлены в Афинском университете, в Галерее Авероф, в Муниципальной галерее Афин, в коллекции Кутлидиса.